# Love of the Loved
«Love of the Loved» («Любовь любимой») — одна из ранних песен Пола Маккартни (авторство приписано Леннону и Маккартни). Песня находилась в концертном репертуаре группы The Quarrymen и часто исполнялась в клубе «Cavern». Она также звучала на прослушивании группы у лейбла Decca (1962), однако эта запись до сих пор официально не выпущена (тем не менее, она доступна на неофициальном издании альбома The Silver Beatles).
К песне проявляла интерес ливерпульская исполнительница Берил Марсден, однако Брайан Эпстайн отклонил её предложение записать данную песню, так как предпочитал, чтобы песни Леннона и Маккартни звучали только у исполнителей, менеджером которых он был. Несколько позже Леннон познакомил Эпстайна с Силлой Блэк, которая сначала не произвела на Эпстайна хорошего впечатления (на её прослушивании участники The Quarrymen аккомпанировали ей в неудачной тональности, в результате чего её голос звучал плохо). Однако, услышав её исполнение в клубе «Blue Angel» некоторое время спустя, Эпстайн подписал с ней контракт (она стала единственной женщиной среди его исполнителей). Песня «Love of the Loved» была записана ею для дебютного сингла, который вышел 27 сентября 1963 года и достиг 35 позиции в UK Singles Chart; продюсером выступил Джордж Мартин, Пол Маккартни присутствовал в студии при записи песни.
Кроме того кавер-версии этой песни опубликовали нидерландский исполнитель Бас Мёйс (альбом Secret Songs: Lennon & McCartney, 1989 год) и австралийская трибьют-группа The Beatnix (альбом It’s Four You, 1998 год).